# Cyrtanthus leucanthus
Cyrtanthus leucanthus är en amaryllisväxtart som beskrevs av Rudolf Schlechter. Cyrtanthus leucanthus ingår i släktet Cyrtanthus, och familjen amaryllisväxter. Inga underarter finns listade i Catalogue of Life.